# Лудовико да Болонья
Лудовико да Болонья (Людовик Болонский; итал. Ludovico da Bologna, 1430-е годы, Феррара — не ранее 1479, последнее известное место жительства — Брюссель) — средневековый дипломат Папского государства.

## Биография
Хотя имя «Лудовико да Болонья» означает в переводе с итальянского языка «Лудовико из Болоньи», в действительности из этого города происходит лишь дед Лудовико по отцовской линии, сам же он родился в Ферраре. Оставаясь мирянином, был приверженцем ветви Францисканского ордена, известной как Орден меньших братьев (Орден братьев-миноритов) (Ordine dei Frati Minori, лат. Ordo Fratrum Minorum, сокращённо O.F.M.), но не принимал священнических обетов и не стал даже помощником дьякона, пока в 1461 г. не принял загадочное и спорное рукоположение в Антиохийского патриарха. Возможно, по причине своих связей с обсервантами, не смог получить никаких академических степеней при Болонском университете, но также не посещал школу Ордена меньших братьев (Studium dei minori) в Ферраре и даже старейший болонский учебный центр обсервантов (Studium osservante) при церкви Святого Павла на Горе (итал. San Paolo in Monte).

### Восточное посольство

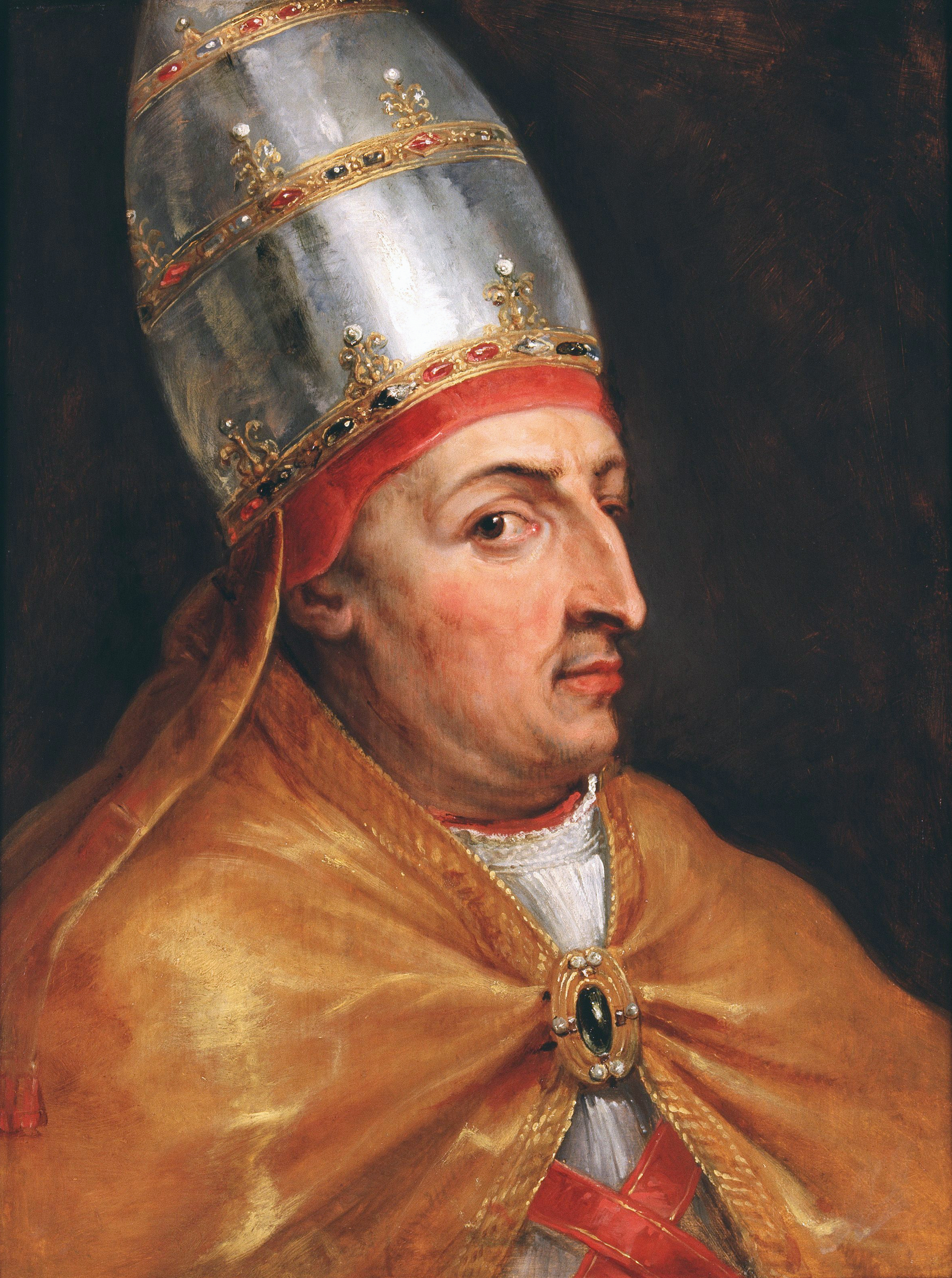
Папа Римский Николай V

Папа Римский Николай V издал 28 марта 1454 г. буллу, которой благословил Лудовико, проживавшего в Иерусалиме, и двух его товарищей отправиться в Эфиопию и Индию, а в период до 1457 г. тот же Папа, а также его преемник Каликст III поручили ему ещё несколько дипломатических миссий в Святые Места и Эфиопию. Целью этих поездок ставилось расширение антиосманской европейской коалиции за счёт укрепления связей с некатолическими церквями. Не сохранилось никаких свидетельств об успехах, достигнутых в результате предпринятых усилий, однако имеются документы, доказывающие существование прочных связей Лудовико со Святым Престолом и большого внимания, которое уделял его выводам, в частности, Калликст III.
Начиная с 1457 года, область приложения сил Лудовико смещается на Кавказ, куда он направился в качестве папского нунция ввиду новых обстоятельств, возникших в отношениях между Европой и турецкой державой. После падения Константинополя в 1453 г. и в связи с угрозой оттоманского завоевания, нависшей над последним оплотом христианства в Анатолии, Трапезундской империей, папские буллы от 19 и 30 декабря 1457 г. поставили перед Лудовико двойственные, но тесно связанные друг с другом задачи: содействовать расширению религиозной власти в степени, достаточной для превращения церкви в силу, способную объединить всех христиан области, в том числе для создания системы политических союзов, способных бросить вызов османам с Востока, возможно даже при содействии негуса Эфиопии Константина I Зэра Яыкоба. В булле от 19 декабря 1457 г. Калликст III поручал Лудовико довести до правителей Персии и Грузии предупреждение о существующей для них угрозе со стороны турок. Здесь Лудовико впервые упоминается как участник прямых контактов с правителями последних христианских территорий в Анатолии, а также с монархами на землях Кавказа и Персии.

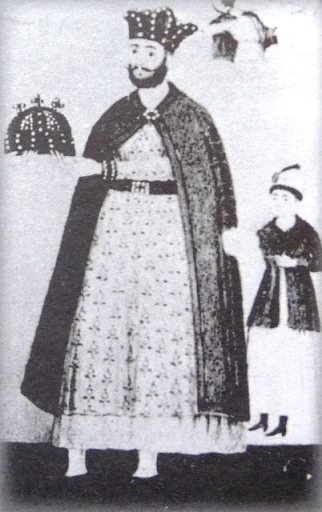
Георгий VIII

В октябре 1458 г. своей буллой Папа Пий II подтвердил задачи, поставленные его предшественниками перед Лудовико. Первые успехи дипломат продемонстрировал в 1460 г., вернувшись с Востока в сопровождении послов нескольких государств, доставивших весьма важные письма. Результаты миссии выглядели крайне важными в русле осуществления планов дальнейшего углубления альянса Папства с императорами Трапезунда Комнинами, которые на протяжении ряда лет поддерживались обеими сторонами. Согласно расчётам, представленным Лудовико и послами при дворе императора Священной Римской империи Фридриха III в октябре 1460 г. и в декабре того же года — Папской Курии, существовала реальная возможность совместных военных действий последнего Трапезундского императора Давида II Комнина, последнего царя единой Грузии Георгия VIII и правителя Самцхе атабека Кваркваре II. Однако, двое последних из числа этих государей в своих письмах, адресованных Пию II, бургундскому герцогу Филиппу Доброму, а также венецианскому дожу Паскуале Малипьеро, упоминали о возможности вовлечения в коалицию других восточных правителей, называя в числе наиболее важных потенциальных союзников правителя государства Ак-Коюнлу Узун-Гасана, правителя Мингрелии Липарита Дадиани и других (большинство историков считает приведённые в письме герцогу Бургундскому цифры численности войск, которые якобы были способны выставить Трапезунд и Грузия, сильно завышенными, однако грузинский исследователь Д. Г. Пайчадзе в 1984 г. отстаивал обратную точку зрения).

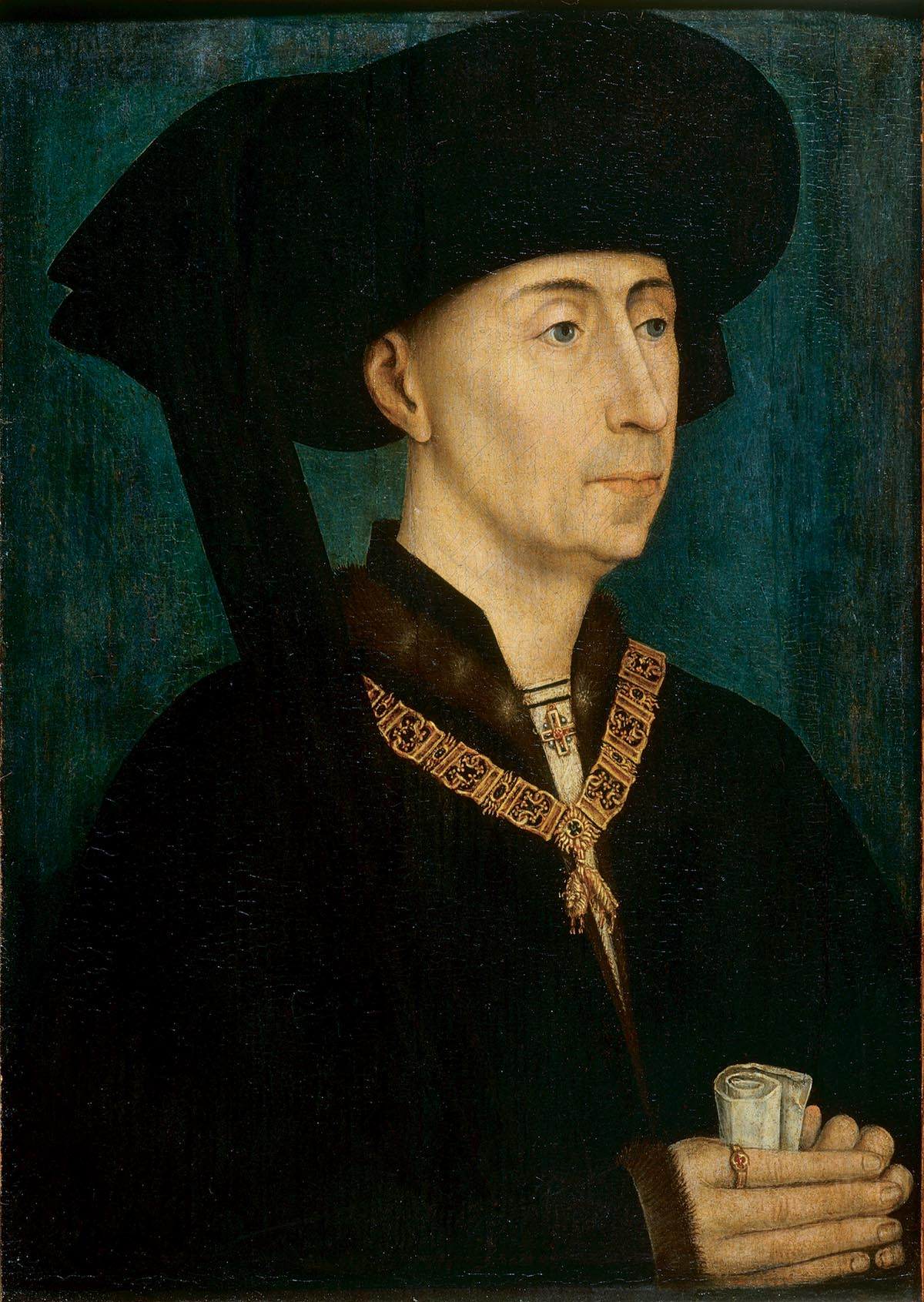
Филипп III Добрый

Посетив Венецию, посольство прибыло во Флоренцию 14 декабря 1460 г., уже на следующий день добившись от Синьории чёткого заявления о желании укреплять дружественные связи с Трапезундом и прочими царствами (чему способствовало участие в делегации посла Комнинов Микеле Алигьери, флорентийца и потомка великого Данте), затем вернулось в Рим, где на аудиенции 26 декабря 1460 г. подтвердило готовность восточных государей участвовать в военном союзе с Европой.
9 января 1461 г. прибыло известие о назначении Лудовико патриархом Антиохийским, воспринятое неоднозначно. Кардинал Николай Кузанский согласился признать посвящение Лудовико, в то же время Папа Пий II предложил ему не пользоваться этим титулом.
Снабдив Лудовико и послов верительными грамотами, Пий II отправил их во Флоренцию и Милан, ко двору короля Франции и в Бургундию, дабы заручиться поддержкой этих властителей в осуществлении планов нового крестового похода. Прибыв в Милан в 1461 г., послы были приняты при дворе Франческо Сфорца, который в сравнении с Флорентийской синьорией проявил больше готовности к участию в военных действиях против турок. В то же время Сфорца предпринимал дипломатические меры к более широкому признанию рукоположения Лудовико, вопреки усилиям его собственного делегата в Риме, Оттоне дель Карретто. Отбыв из Милана, послы 21 мая 1461 г. прибыли в Бургундию, где их с большим почётом принял герцог Филипп Добрый. Прибыв вместе с герцогом ко французскому двору на похороны умершего 22 июля 1461 г. Карла VII Победителя и коронацию Людовика XI 15 августа 1461 г., послы добились твёрдых обязательств относительно участия в крестовом походе от Филиппа, но не от нового французского короля, и в начале октября 1461 г. отбыли назад в Рим.
В течение всего 1461 г. миланский герцог Сфорца добивался признания рукоположения Лудовико патриархом Антиохийским, но тот, воспользовавшись хорошими связями в Венеции, как во дворце дожей, так и в епископской резиденции, получил такое признание там без ведома Папы, после чего, спасаясь от гнева понтифика, поспешил оставить Венецию.

### Последние годы дипломатической карьеры

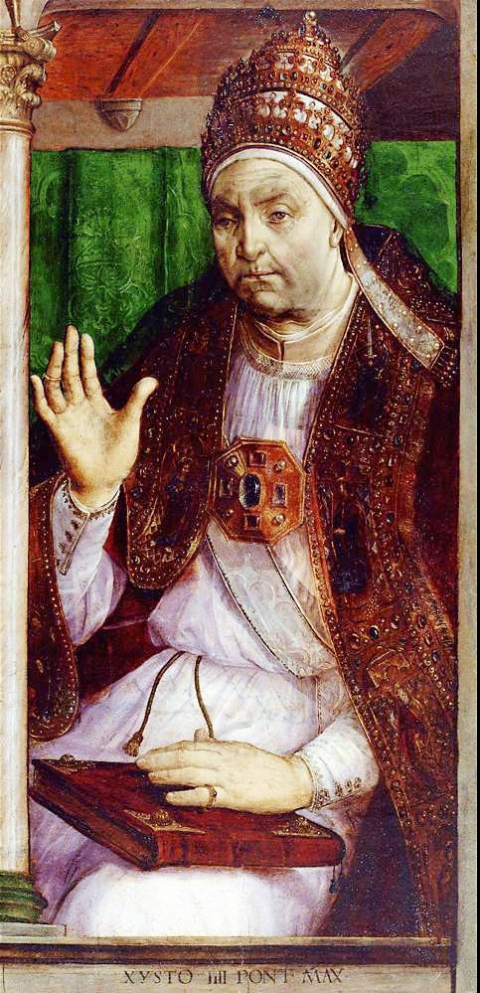
Папа Римский Сикст IV

Затем Лудовико исчезает из хроник до 1465 г., когда в польских источниках появляется упоминание о его поездке к крымскому хану Хаджи Гирею в качестве папского легата, а позднее он представлял уже интересы хана Гирея при польском королевском дворе. Лудовико представился королю Казимиру IV Антиохийским патриархом и попытался возродить прежнюю идею антитурецкого союза, теперь уже в новом составе. В 1468 г., согласно шведским историческим свидетельствам XVIII века, Лудовико, будучи послом датского короля Кристиана I, обратился к Польше и городу Данцигу с просьбой не оказывать помощь шведскому королю Карлу, сопернику датского монарха.
В 1471 г. Лудовико пришлось вернуться в Италию, где он предстал в качестве посла Узун-Гасана перед Папой Римским Павлом II. Затем, 19 февраля 1472 г., новый Папа Сикст IV вторично утвердил и опубликовал изданную в понтификат Пия II буллу о назначении Лудовико патриархом Антиохийским, а двумя месяцами позже предложил ему возобновить переговоры по созданию антиоттоманского альянса. Тем не менее, это не означало для Лудовико признания его посвящения, так же, как и документов, подтверждающих полномочия и территориальную юрисдикцию его титула, по-прежнему имевшего правовой статус «sub conditione» (то есть «обговорённый определёнными условиями»).

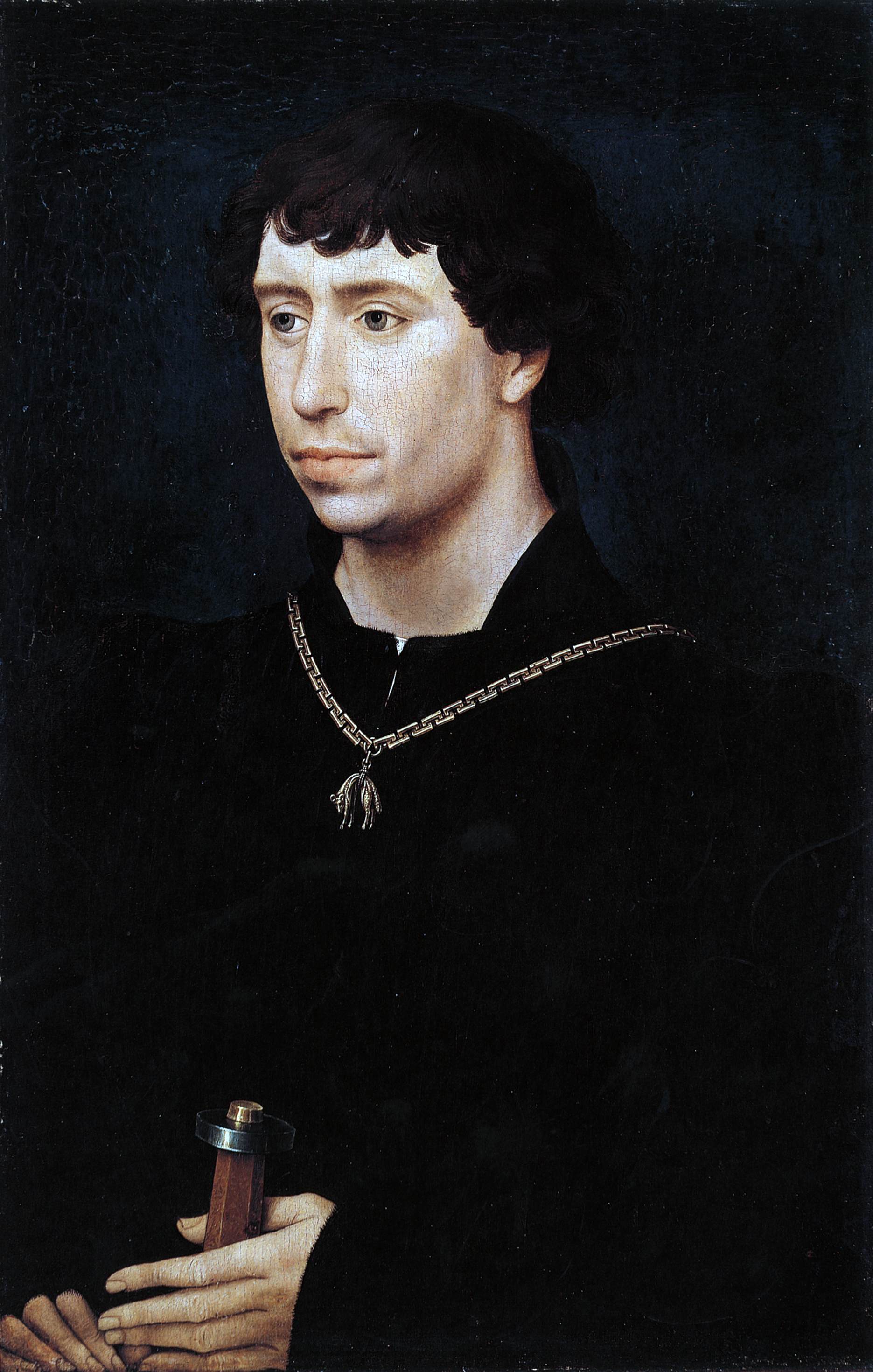
Карл Смелый

В 1473 г. Лудовико прибыл в Трир к имперскому двору, где находились Фридрих III и герцог Бургундский Карл Смелый. Они собрались вместе, чтобы возобновить старые связи и надежды, направив Лудовико своим послом к Узун-Гасану. 30 мая 1475 г. он прибыл к месту назначения, в Тебриз, был принят Узун-Гасаном и повстречался с венецианским посланником Амброджо Контарини, также преследовавшим цели создания антиосманской коалиции. Узун-Гасан назначил Лудовико своим послом к Карлу Смелому и поручил ему вместе с Контарини донести до христианских государей сообщение о его готовности выступить против турецкого султана Мехмеда II. Вернувшись в Рим в конце 1477 г. после полного приключений путешествия по Восточной Европе, где пережил в числе прочего и тюремное заключение в Московском великом княжестве, Лудовико получил задание Папы Сикста IV возобновить контакты с восточными властителями. В 1478 г. он был в Германии, при императорском дворе; в феврале 1479 г. прибыл к Бургундскому двору, где к тому времени отношение к планам крестового похода радикально изменилось. Узун-Гасан умер годом раньше, а в Брюсселе преемник последнего Валуа — Карла Смелого, женившийся на его дочери Бургундский герцог Максимилиан из дома Габсбургов, будущий император Священной Римской империи, не видел смысла в походе против турок. В благодарность за доставленные послом новости он наградил его денежной премией в размере 36 лир.
Пребывание Лудовико в Брюсселе — последнее документально подтверждённое событие в его жизни и деятельности. Сведений о месте и времени его смерти не сохранилось.

## Упоминания в литературе
В серии исторических романов Дороти Даннет (Dorothy Dunnett) «Дом Никколо» в 1989 году опубликован роман «Race of Scorpions» («Племя скорпионов»), где Лудовико является одним из действующих лиц. В 2011 году опубликован роман Маргерит Маклафлин «The Viper’s Child (A Ludovico da Bologna Novel)» («Дитя гадюки. Роман о Лудовико да Болонья»), главным героем которого является Лудовико.